# Halowe Mistrzostwa Europy w Lekkoatletyce 2015 – bieg na 800 m kobiet
Bieg na 800 metrów kobiet – jedna z konkurencji biegowych rozgrywanych podczas halowych lekkoatletycznych mistrzostw Europy w hali O2 Arena w Pradze. Tytułu z poprzednich mistrzostw nie obroniła Ukrainka Natalija Łupu, która zdobyła srebrny medal. Rosjanka Jekatierina Poistogowa, która pierwotnie została wicemistrzynią Kontynentu, została następnie zdyskwalifikowana za doping. Srebrny medal otrzymała trzecia na mecie Łupu, a brązowy – Joanna Jóźwik.

## Rekordy
| Rekord świata                        | Jolanda Čeplak   | 1:55,82 | Wiedeń, Austria | 3 marca 2002(dts)     |
| Rekord Europy                        | Jolanda Čeplak   | 1:55,82 | Wiedeń, Austria | 3 marca 2002(dts)     |
| Rekord mistrzostw Europy             | Jolanda Čeplak   | 1:55,82 | Wiedeń, Austria | 3 marca 2002(dts)     |
| Najlepszy wynik na świecie w sezonie | Jennifer Meadows | 1:59,21 | Wiedeń, Austria | 31 stycznia 2015(dts) |
| Najlepszy wynik w Europie w sezonie  | Jennifer Meadows | 1:59,21 | Wiedeń, Austria | 31 stycznia 2015(dts) |

## Najlepsze wyniki w Europie
Tabela przedstawia 10 najlepszych rezultatów Starego Kontynentu przed rozpoczęciem mistrzostw.
| Pozycja | Zawodniczka            | Państwo         | Czas    | Data        |
| ------- | ---------------------- | --------------- | ------- | ----------- |
| 1.      | Jennifer Meadows       | Wielka Brytania | 1:59,21 | 31 stycznia |
| 2.      | Joanna Jóźwik          | Polska          | 2:00,01 | 3 lutego    |
| 3.      | Ajwika Małanowa        | Rosja           | 2:01,71 | 28 stycznia |
| 4.      | Aníta Hinriksdóttir    | Islandia        | 2:01,77 | 8 lutego    |
| 5.      | Selina Büchel          | Szwajcaria      | 2:01,87 | 29 stycznia |
| 6.      | Rénelle Lamote         | Francja         | 2:01,97 | 24 stycznia |
| 7.      | Jekatierina Poistogowa | Rosja           | 2:02,11 | 1 lutego    |
| 8.      | Marija Nikołajewa      | Rosja           | 2:02,40 | 8 lutego    |
| 9.      | Swietłana Rogozina     | Wielka Brytania | 2:02,58 | 8 lutego    |
| 10.     | Anastasija Bazdyriewa  | Rosja           | 2:02,63 | 7 lutego    |

Pogrubioną czcionką oznaczono zawodniczki, które wystartowały na mistrzostwach.

## Terminarz
| Data    | Godzina |            |
| ------- | ------- | ---------- |
| 6 marca | 12:15   | Eliminacje |
| 7 marca | 18:00   | Półfinały  |
| 8 marca | 15:15   | Finał      |

## Rezultaty
| NR – rekord kraju \| WL – najlepszy tegoroczny wynik na listach światowych \| EL - najlepszy tegoroczny wynik na listach europejskich |
| SB – najlepszy wynik w sezonie \| PB – rekord życiowy                                                                                 |

### Eliminacje
Rozegrano 4 biegi eliminacyjne, do których przystąpiło 20 biegaczek. Awans do półfinału dawało zajęcie jednego z pierwszych dwóch miejsc w swoim biegu (Q). Skład półfinałów uzupełniło czterech zawodniczek z najlepszymi czasami wśród przegranych (q).
| Poz. | Bieg | Tor | Zawodniczka            | Reprezentacja   | Czas    | Uwagi   |
| ---- | ---- | --- | ---------------------- | --------------- | ------- | ------- |
| 1.   | 1    | 6   | Jekatierina Poistogowa | Rosja           | 2:01,44 | Q,      |
| 2.   | 1    | 5   | Aníta Hinriksdóttir    | Islandia        | 2:01,56 | Q, AJR, |
| 3.   | 2    | 3   | Selina Büchel          | Szwajcaria      | 2:01,95 | Q       |
| 4.   | 2    | 4   | Rénelle Lamote         | Francja         | 2:02,10 | Q       |
| 5.   | 2    | 6   | Natalija Łupu          | Ukraina         | 2:02,18 | q,      |
| 6.   | 4    | 2   | Jennifer Meadows       | Wielka Brytania | 2:02,59 | Q       |
| 7.   | 1    | 3   | Ciara Everard          | Irlandia        | 2:02,69 | q,      |
| 8.   | 4    | 3   | Lenka Masná            | Czechy          | 2:03,25 | Q,      |
| 9.   | 2    | 5   | Anna Silvander         | Szwecja         | 2:04,28 | q       |
| 10.  | 4    | 4   | Stina Troest           | Dania           | 2:04,30 | q       |
| 11.  | 3    | 5   | Joanna Jóźwik          | Polska          | 2:04,50 | Q       |
| 12.  | 1    | 5   | Trine Mjåland          | Norwegia        | 2:04,71 | PB      |
| 13.  | 3    | 6   | Anastasija Bazdyriewa  | Rosja           | 2:04,92 | Q       |
| 14.  | 3    | 2   | Shelayna Oskan-Clarke  | Wielka Brytania | 2:05,08 |         |
| 15.  | 3    | 4   | Zuzana Hejnová         | Czechy          | 2:05,34 |         |
| 16.  | 4    | 5   | Eleni Filandra         | Grecja          | 2:05,52 |         |
| 17.  | 3    | 3   | Victoria Sauleda       | Hiszpania       | 2:05,63 |         |
| 18.  | 1    | 2   | Syntia Ellward         | Polska          | 2:05,68 |         |
| 19.  | 4    | 6   | Marija Nikołajewa      | Rosja           | 2:07,16 |         |
| 20.  | 2    | 2   | Pavla Habovštiaková    | Słowacja        | 2:10,38 |         |

### Półfinały
Rozegrano 2 biegi półfinałowe, w których wystartowało 12 biegaczek. Awans do finału dawało zajęcie jednego z pierwszych trzech miejsc w swoim biegu (Q).
| Poz. | Bieg | Tor | Zawodniczka            | Reprezentacja   | Czas    | Uwagi          |
| ---- | ---- | --- | ---------------------- | --------------- | ------- | -------------- |
| 1.   | 1    | 1   | Selina Büchel          | Szwajcaria      | 2:01,92 | Q              |
| 2.   | 1    | 1   | Aníta Hinriksdóttir    | Islandia        | 2:02,31 | Q              |
| 3.   | 1    | 1   | Jennifer Meadows       | Wielka Brytania | 2:02,40 | Q              |
| 4.   | 1    | 1   | Anna Silvander         | Szwecja         | 2:04,24 |                |
| 5.   | 1    | 1   | Ciara Everard          | Irlandia        | 2:06,14 |                |
| 6.   | 2    | 2   | Natalija Łupu          | Ukraina         | 2:08,15 | Q              |
| 7.   | 2    | 2   | Joanna Jóźwik          | Polska          | 2:08,47 | Q              |
| 8.   | 2    | 2   | Jekatierina Poistogowa | Rosja           | 2:08,72 | Q              |
| 9.   | 2    | 2   | Rénelle Lamote         | Francja         | 2:09,06 |                |
| 10.  | 2    | 2   | Stina Troest           | Dania           | 2:10,25 |                |
| 11.  | 2    | 2   | Lenka Masná            | Czechy          | 2:10,36 |                |
| –    | 1    | 1   | Anastasija Bazdyriewa  | Rosja           | DSQ     | R163.2, R163.4 |

### Finał
| Poz. | Tor | Zawodniczka            | Reprezentacja   | Czas    | Uwagi            |
| ---- | --- | ---------------------- | --------------- | ------- | ---------------- |
| 01 ! | 6   | Selina Büchel          | Szwajcaria      | 2:01,95 |                  |
| 02 ! | 1   | Natalija Łupu          | Ukraina         | 2:02,25 |                  |
| 03 ! | 3   | Joanna Jóźwik          | Polska          | 2:02,45 |                  |
| 4.   | 4   | Aníta Hinriksdóttir    | Islandia        | 2:02,74 |                  |
| –    | 2   | Jennifer Meadows       | Wielka Brytania | DNS     |                  |
| –    | 5   | Jekatierina Poistogowa | Rosja           | 2:01,99 | Dyskwalifikacja. |